# Biotopo Gisser Auen
Biotopo Gisser Auen este o arie protejată (arie specială de conservare — SAC, sit de importanță comunitară — SCI) din Italia întinsă pe o suprafață de 14 ha, integral pe uscat.

## Localizare
Centrul sitului Biotopo Gisser Auen este situat la coordonatele 46°45′43″N 11°22′06″E / 46.7619°N 11.3683°E.

## Înființare
Situl Biotopo Gisser Auen a fost declarat sit de importanță comunitară în septembrie 1995 pentru a proteja 5 specii de animale. Situl a fost protejat și ca arie specială de conservare în noiembrie 2016.

## Biodiversitate
Situată în ecoregiunea alpină, aria protejată conține 4 habitate naturale: Păduri aluvionare cu Alnus glutinosa și Fraxinus excelsior (Alno-Padion, Alnion incanae, Salicion albae), Păduri acidofile de Picea de la nivel montan la nivel alpin (Vaccinio-Piceetea), Râuri de munte și vegetația lor lemnoasă cu Myricaria germanica, Râuri de munte și vegetația lor lemnoasă cu Salix elaeagnos.
La baza desemnării sitului se află mai multe specii protejate:
- păsări (4): pescăruș albastru (Alcedo atthis), sfrâncioc roșiatic (Lanius collurio), sturz-cântător (Turdus philomelos), sturz (Turdus pilaris)
- pești (1): Salmo marmoratus

Pe lângă speciile protejate, pe teritoriul sitului au mai fost identificate 3 specii de plante, 8 specii de păsări, 1 specie de amfibieni, 1 specie de mamifere.